# Bas Bosman

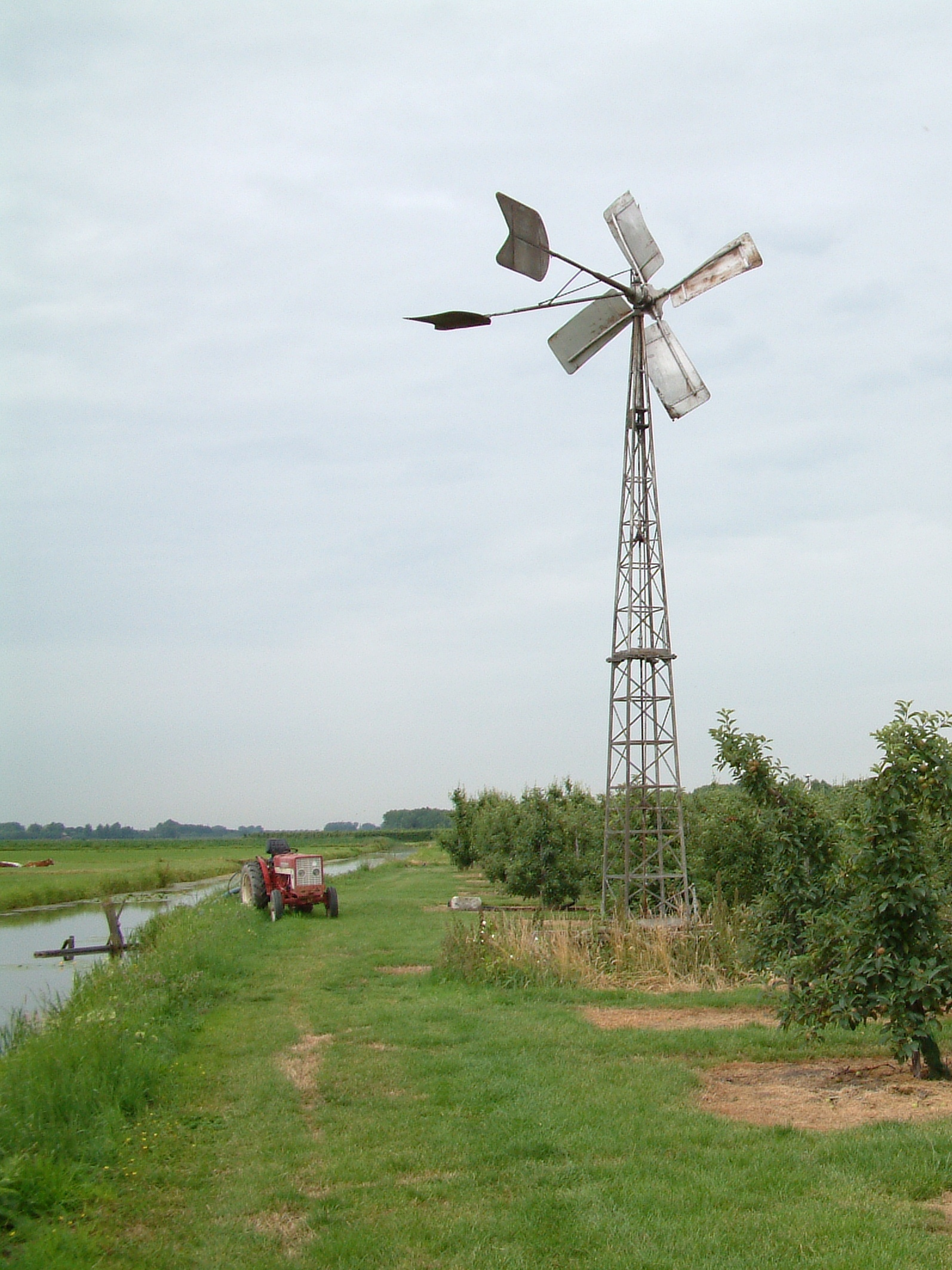
De molen zoals die door Bas Bosman is ontwikkeld, verhoogd type

Bastiaan Bosman (Piershil, 11 februari 1904 – aldaar, 15 mei 1992) was een Nederlands ontwerper. Hij is de bedenker en bouwer van meerdere typen Bosman-molentjes, die over de gehele wereld zijn geplaatst. Bas en zijn broers Koos en Willem waren smid van hun vak. 

## Loopbaan
Bosman, die zijn carrière begon als scheepsmachinist, vestigde zich in 1929 als smid aan de Sluisjesdijk te Piershil. In de smederij werden stalen windmolens, bedoeld voor waterhuishouding in de polders, ter reparatie aangeboden. Bosman bedacht daar een vlottersysteem voor waarmee de bediening kon worden geautomatiseerd. In 1932 werden 22 molentjes met dat systeem verkocht aan boeren uit de omgeving. Bosman had al vroeg begrip van marketing. Hij schilderde zijn naam en plaatsnaam praktisch onuitwisbaar op de vanen van z'n molen en werd daardoor een begrip.  
Anno 1946 stonden er zo'n 2000 windmolens van Bosman verspreid over Nederland, België, Frankrijk, Noorwegen, Tanger, Brits-Indië, Indo-China, Sri Lanka, Java en West-Indië. Bij het 40-jarige jubileum van de fabriek in 1969 zijn er ruim 6000 bemalingswerken van Bosman geplaatst, verspreid over de hele wereld. Over windmolens wordt dan niet meer gesproken, nog maar 5% van de totale productie bestaat uit de bekende windmolens.
In 1970 droeg Bosman het bedrijf over aan zijn zoons Jaap en Dik. In 1990 nam Stork het over, maar vanaf 1998 is het bedrijf weer zelfstandig. Molenbouw Bosman staat in de 21e eeuw bekend als Bosman Watermanagement.